# Bøvlings amt
Bøvlings amt (danska: Bøvling Amt) var ett amt på den västra delen av halvön Jylland i västra Danmark. Utöver residensstaden Ringkøbing, omfattade det även städerna Holstebro och Lemvig.

## Administrativ historik
Bøvlings amt bildades när Danmarks län ersattes av amt 1662 och ersatte då det dåvarande slottslänet Bøvlings län.
Amtet upphörde i samband med amtsreformen 1793 då det, tillsammans med större delen av Lundenæs amt, blev en del av det då nybildade Ringkjøbings amt. Sedan kommunreformen 2007 tillhör området Region Mittjylland.

## Härader
Bøvlings amt omfattade fem härader:
- Gindings härad
- Hinds härad
- Skodborgs härad
- Ulfborgs härad
- Vandfulds härad